# Bidden in de Jeep
Bidden in de Jeep is een lied van de Nederlandse rapper Frenna. Het werd in 2019 als single uitgebracht en stond in 2020 als elfde track op het album 't Album onderweg naar 'Het album'. 

## Achtergrond
Bidden in de Jeep is geschreven door Francis Junior Edusei, Tevin Irvin Plaate, Carlos Vrolijk en Memru Renjaan en geproduceerd door Project Money en Spanker. Het is een nummer uit het genre nederhop. In het lied zingt de rapper over zijn familie en over hoe hij vanuit niks succesvol is geworden. De single heeft in Nederland de gouden status.

## Hitnoteringen
De rapper had succes met het lied in de hitlijsten van Nederland. Het piekte op de zesde plaats van de Single Top 100 en stond zeven weken in deze hitlijst. De Top 40 werd niet bereikt; het lied bleef steken op de zeventiende plaats van de Tipparade. 